# ريتش هاريسون
ريتش هاريسون (بالإنجليزية: Rich Harrison)‏ هو كاتب أغاني ومنتج أسطوانات أمريكي، ولد في 1975 في واشنطن العاصمة في الولايات المتحدة.

## وصلات خارجية
- ريتش هاريسون على موقع ميوزك برينز (الإنجليزية)
- ريتش هاريسون على موقع أول ميوزيك (الإنجليزية)
- ريتش هاريسون على موقع ديسكوغز (الإنجليزية)